# Яррото 1-е
Яррото 1-е (Ярото, Ярато) — озеро в Тюменской области России (ЯНАО) на полуострове Ямал. Через реку Юрибей озеро связано с Карским морем. Питание главным образом снеговое, ледостав с октября по июнь.

## Этимология
Название двух озёр происходит от ненецких слов: яр — «песок» и то — «озеро», то есть Ярато — «озеро с песчаными берегами».

## Описание
В озере водится пелядь и другие рыбы рода сиговых, возможно промышленное использование. На берегу озера найдены остатки священного места ненцев.
На западном берегу озера найдены остатки восьми стойбищ железного века, в том числе скрёбла, глиняные сосуды.